# Geneva Open 2025
Geneva Open 2025 — тенісний турнір, що проходив на ґрунтових кортах у місті Женева, Швейцарія з 19 травня. Належав до категорії ATP 250.

## Фінальна частина

### Одиночний розряд
Новак Джокович —  Губерт Гуркач 5–7, 7–6(7–2), 7–6(7–2)

### Парний розряд
Садіо Думбія /  Фаб'єн Ребуль —  Аріель Беар /  Йоран Вліґен 6–7(4–7), 6–4, [11–9]